# Adelsön
Adelsön ist der Name einer Insel im Mälaren und Adelsö ist der Name eines Kirchspiels und eines kleinen Ortes auf dieser Insel. Die Insel liegt nordwestlich von Stockholm und gehört zur Gemeinde Ekerö.

## Geografie
Die Insel ist etwa zehn Kilometer lang und zwischen  zwei und vier Kilometer breit. Der höchste Punkt ist Kunstaberget mit seinen 53,2 Metern über dem Meeresspiegel. Auf Adelsön befindet sich Hovgården, ein Königshof der Wikingerzeit, von dem aus das benachbarte Birka regiert wurde. Südlich der Hauptinsel Adelsön befindet sich die Insel Björkö mit dem Wikingerort Birka. Birka und Hovgården sind seit 1993 in die Liste des UNESCO-Welterbes aufgenommen.

## Geschichte
Frühere Namen waren Alsnö oder Alsnu. Adelsön bestand aus mehreren kleineren Inseln, die durch die Postglaziale Landhebung zusammengewachsen sind, vorher war der Mälaren eine Ostseebucht. Die menschliche Geschichte Adelsöns beginnt schon zur Steinzeit, wovon viele archäologische Funde Zeugnis ablegen. Auf Adelsön hat man über 3000 Funde registriert und die Insel ist wie ein großes archäologisches Archiv. Es gibt zahlreiche Funde aus der Bronze- und Eisenzeit, die meisten Funde stammen jedoch aus der Wikingerzeit.

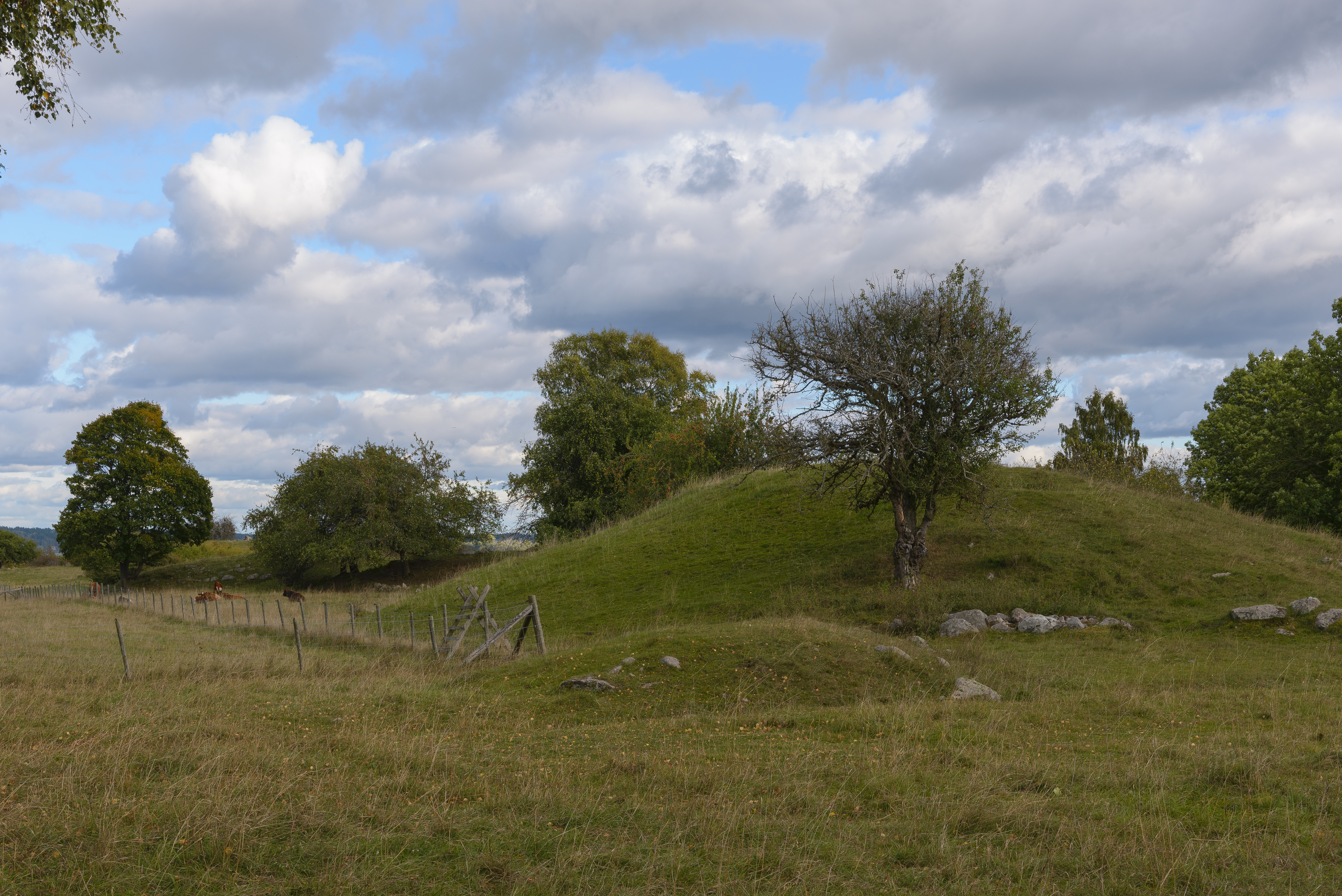
Kungshögarna Adelsön

Im Bereich des UNESCO-Welterbes befinden sich u. a. die Reste von Hovgården mit den gewaltigen Grabhügeln, den Kungshögarna, und der Runenstein Håkanstenen. Dies zeigt, welch große Bedeutung Adelsön während der Wikingerzeit hatte. Von hier aus wurde, die seinerzeit große Handelsstadt, Birka auf Björkö regiert.
Während der zweiten Hälfte des 12. Jahrhunderts wurde die Kirche (Adelsö kyrka) bei Hovgården, im südlichen Teil der Insel, erbaut und ungefähr 1270 errichteten die Söhne Birger Jarls, Magnus Ladulås und Valdemar Birgersson, den Königshof  Alsnö hus, der als Lustschloss in den Sommermonaten diente. Hier wurde im Jahre 1279 die Satzung von Alsnö beschlossen, mit der der Adel in Schweden eingeführt wurde.

## Natur und Bevölkerung
Adelsöns Natur besteht aus nadelholzbewachsenen Hügeln; dazwischen liegt die alte Kulturlandschaft mit Wiesen, Feldern und alten Eichen. Auf dem nördlichen Teil der Insel führt ein 14 Kilometer langer Wanderweg vorbei an gut erhaltenen Bauernhöfen und Grabhügeln aus der jüngeren Eisenzeit. Im Süden der Insel befinden sich die Wallburg Skansberget und das Welterbe Hovgården. Die Fauna ist artenreich mit u. a. Elch, Rotwild, Wildschwein und Fuchs.
Die ansässige Bevölkerung besteht aus ca. 750 Personen, die hauptsächlich in der Landwirtschaft und in Gärtnereien beschäftigt sind; einige pendeln jedoch nach Stockholm. Eine kostenlose Autofähre verkehrt zwischen Adelsön und der Nachbarinsel Munsön/Ekerön.

## Bilder

Adelsön
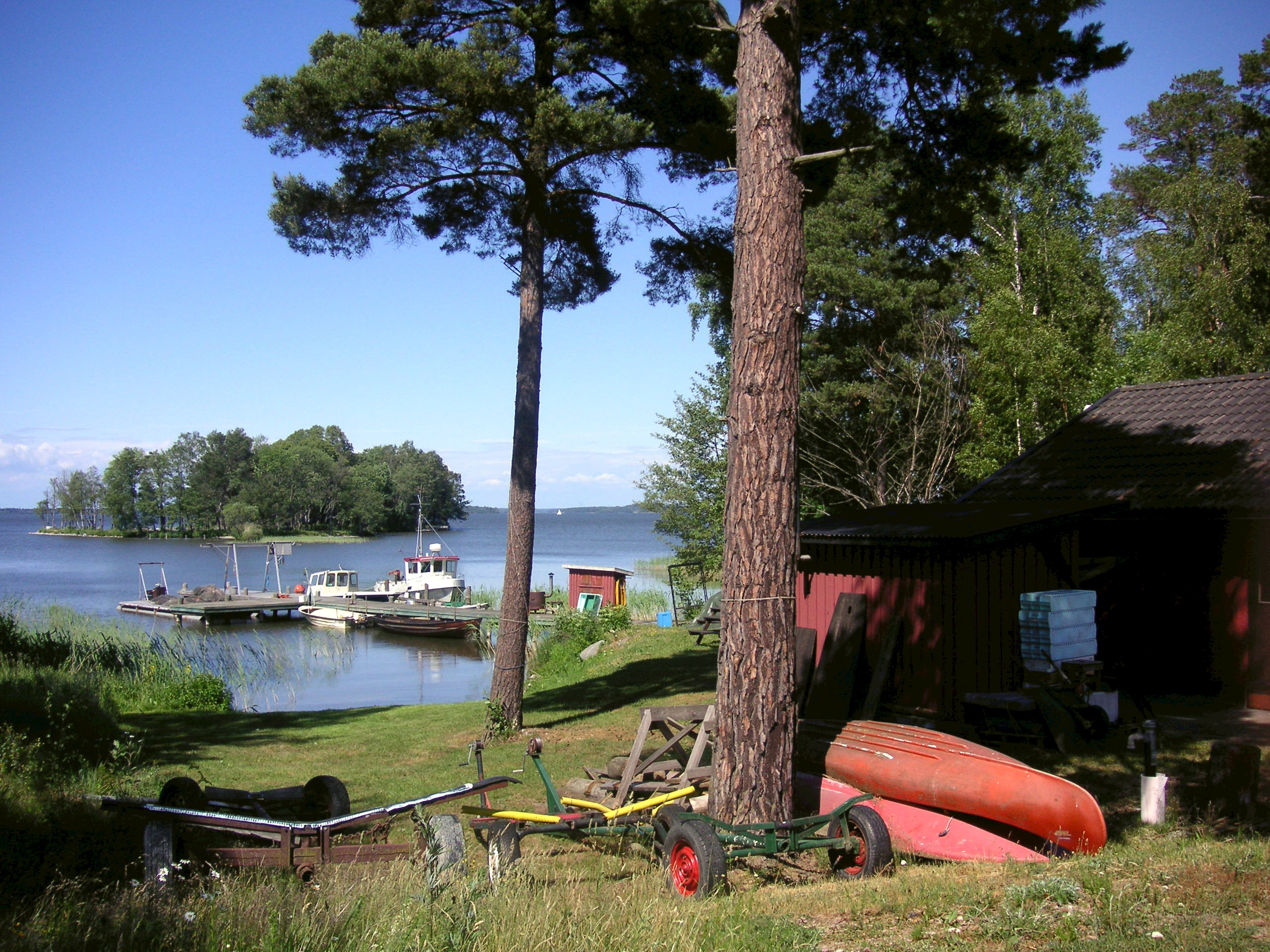
Die Norsspitze
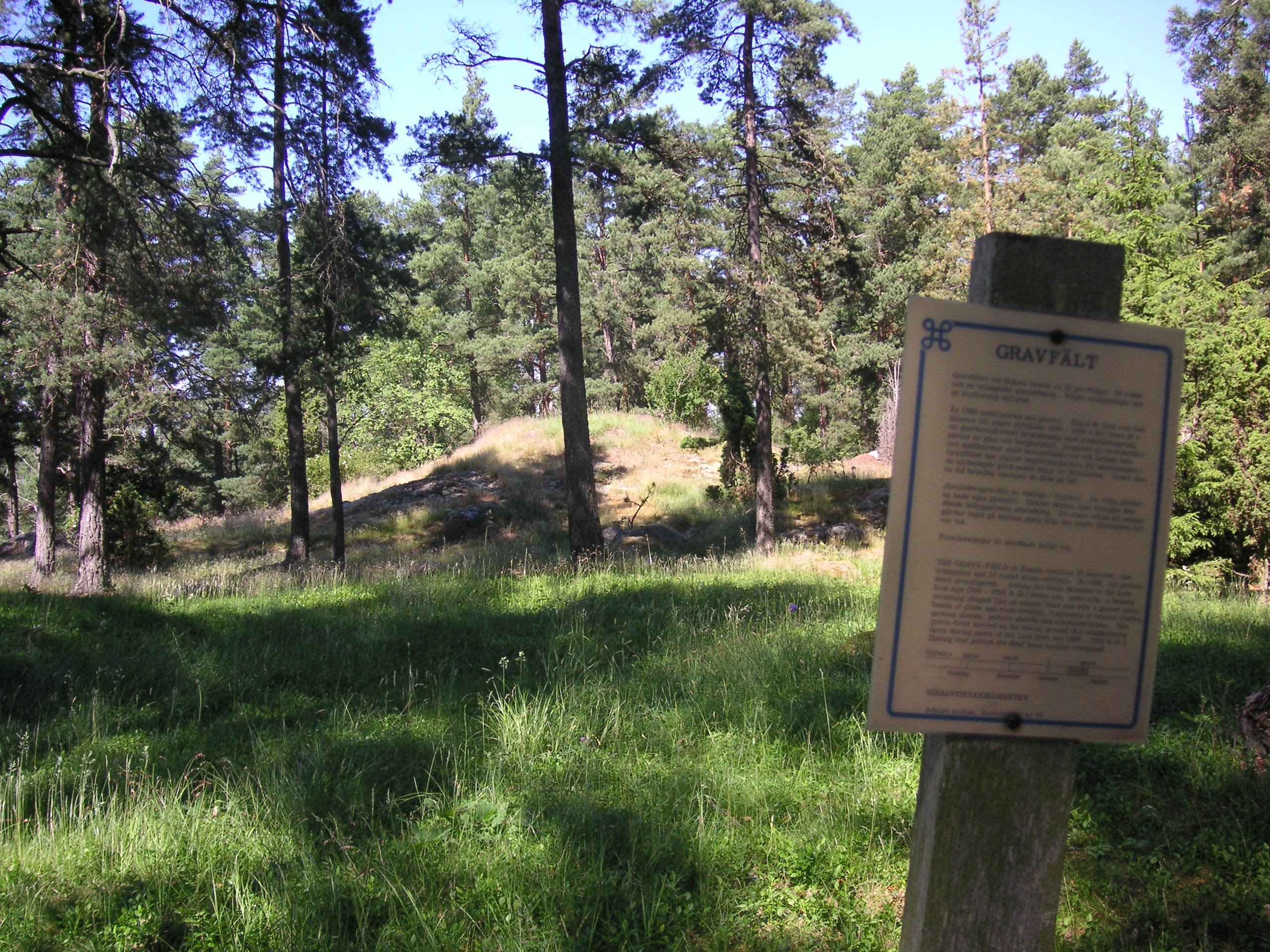
Hügelgräber
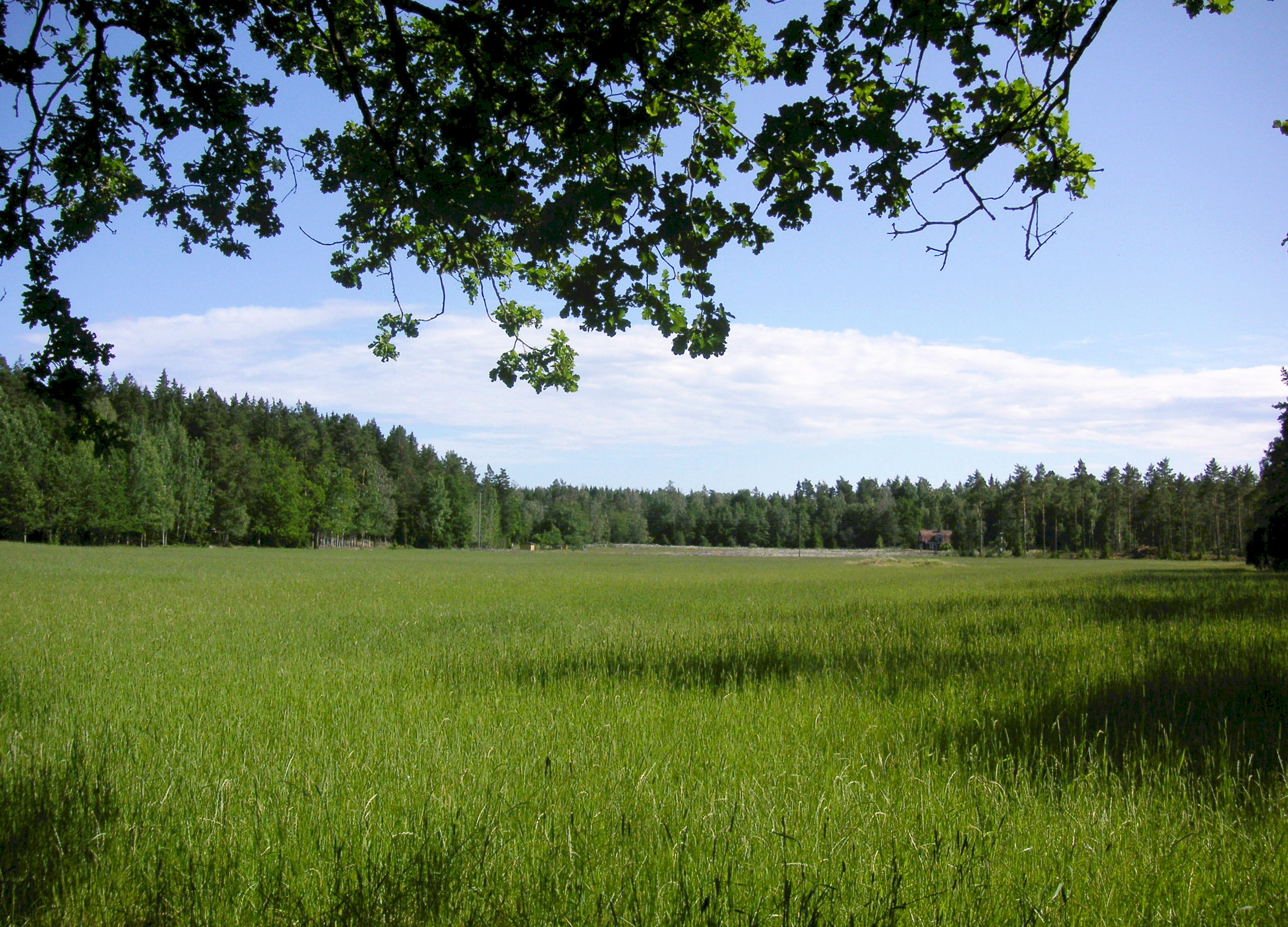
Die Kulturlandschaft
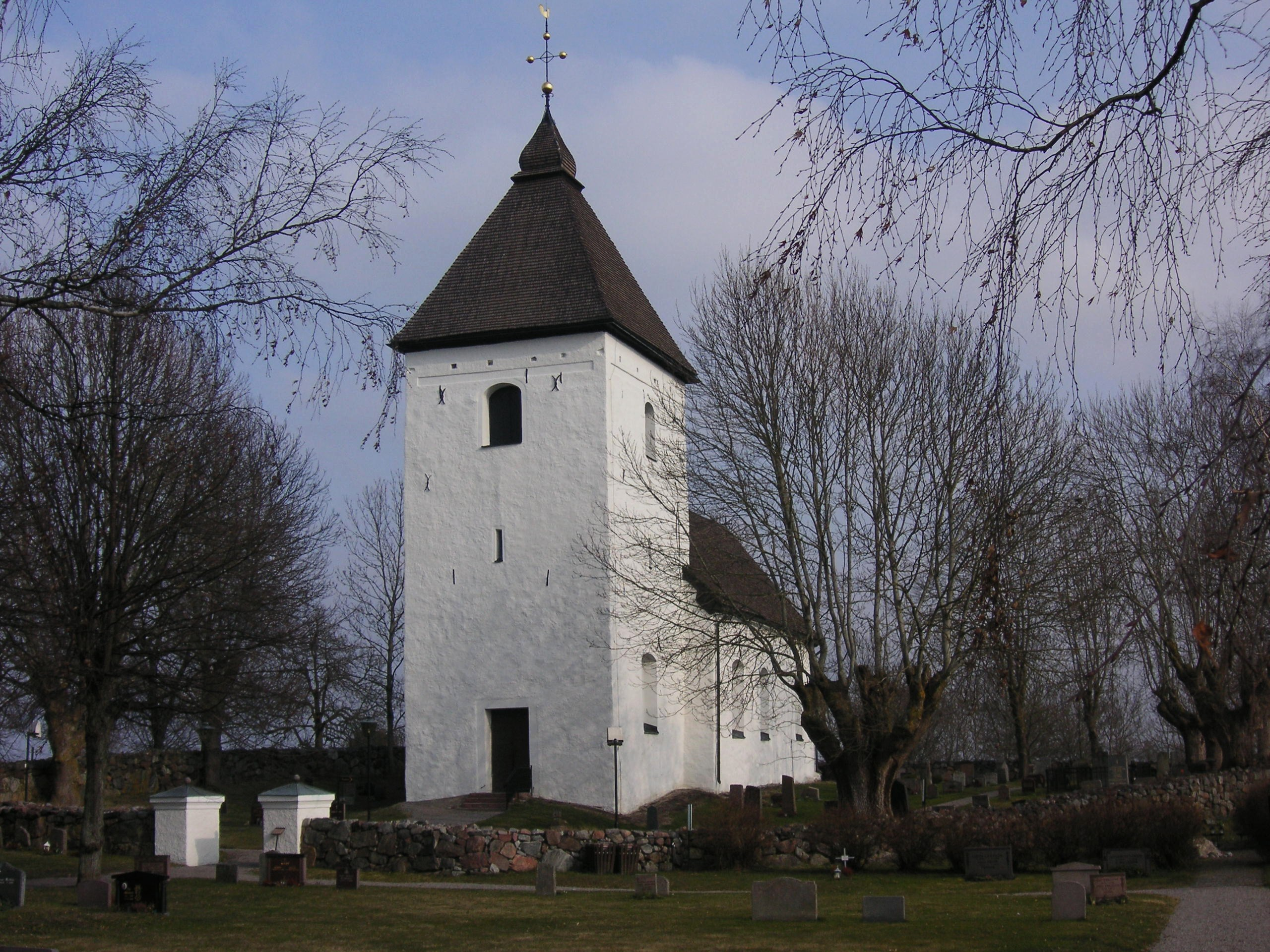
Adelsö kyrka
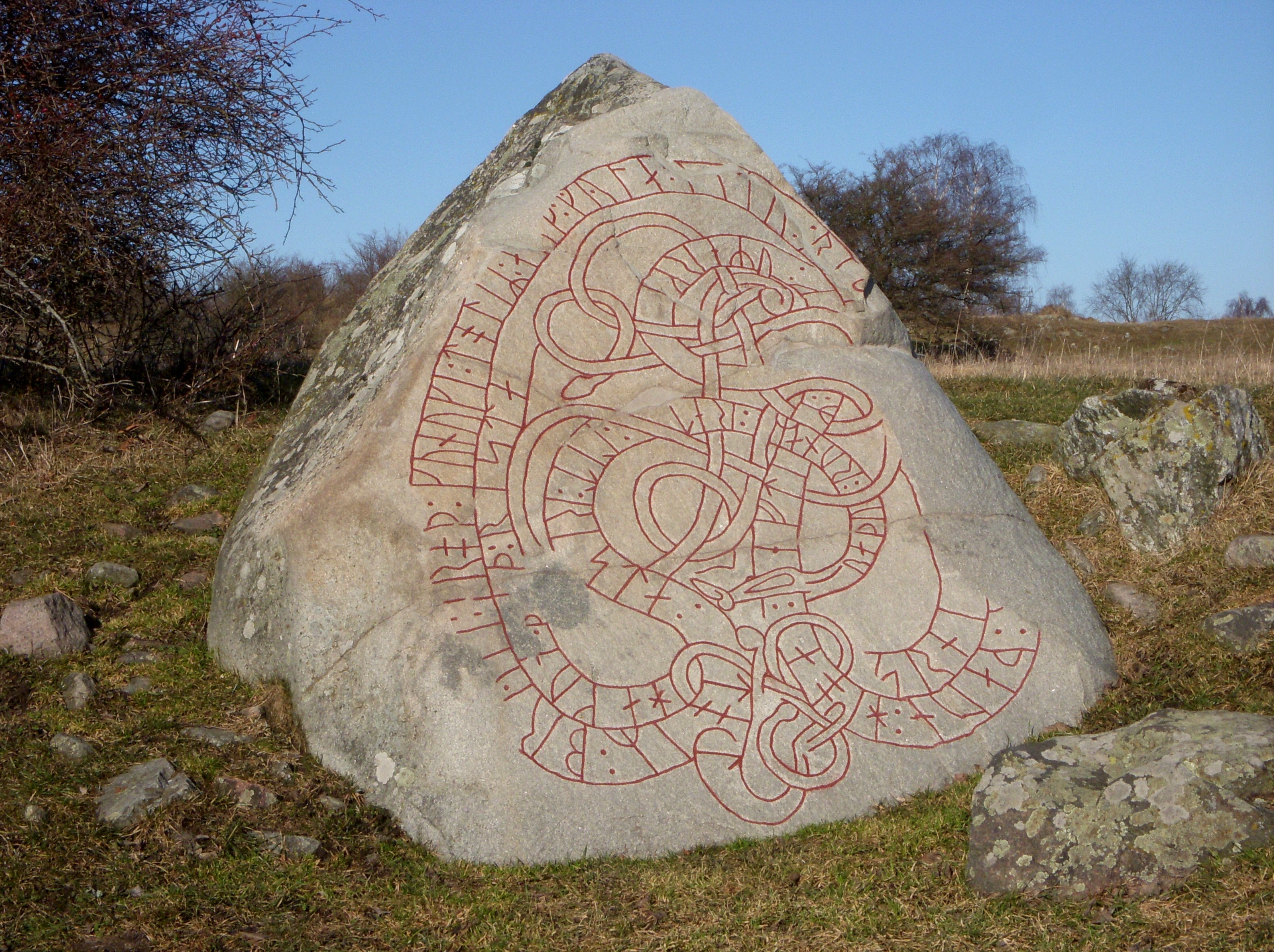
Hovgårdsstenen auch „Håkanstenen“
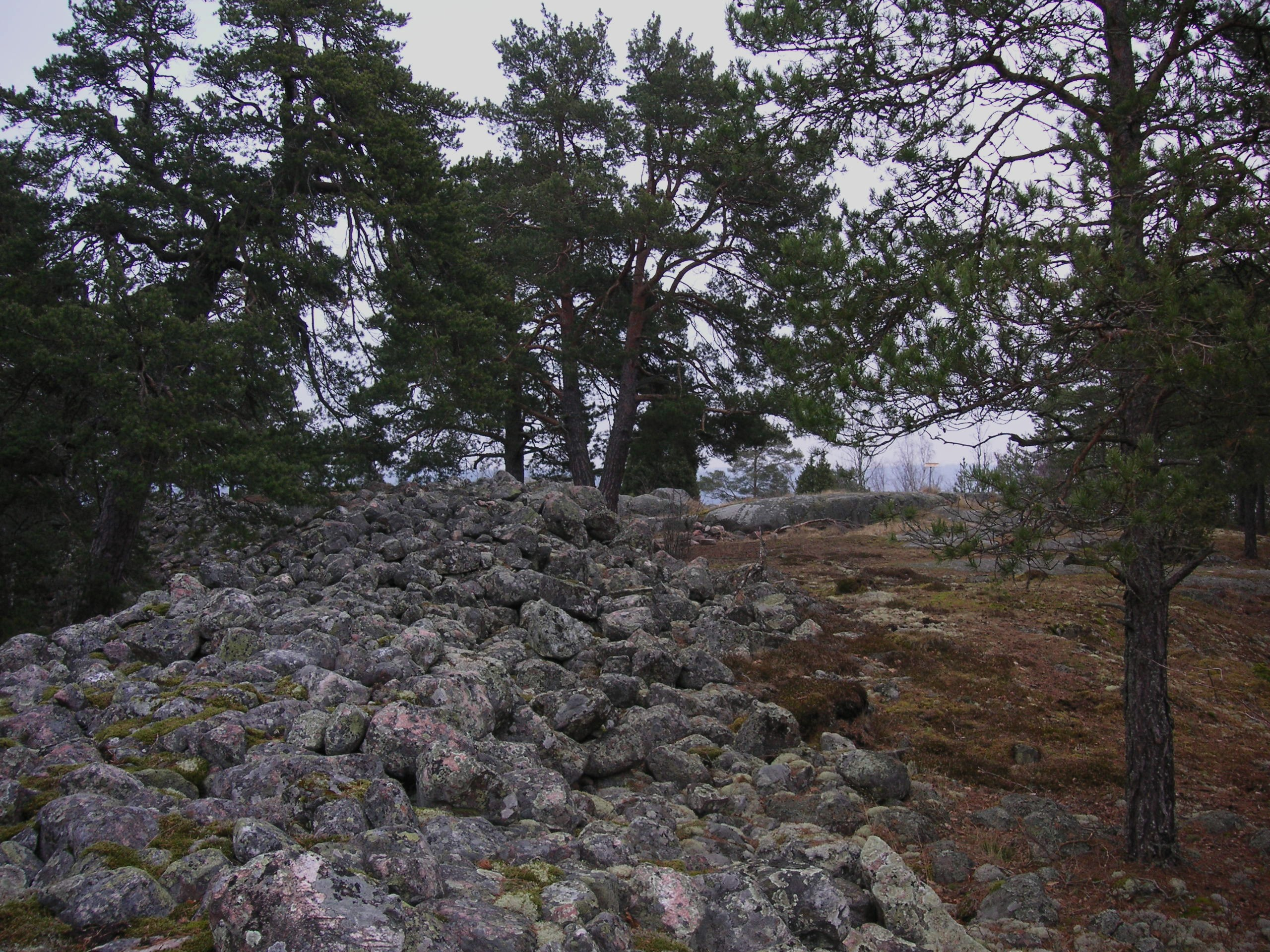
Die Wallburg „Skansberget“